# كريمينا
كريمينا هي مدينة من مدن أوكرانيا. يبلغ عدد سكانها 20324 نسمة وذلك حسب إحصائيات سنة 2013.